# Tapinocyba minuta
Tapinocyba minuta är en spindelart som först beskrevs av James Henry Emerton 1909.  Tapinocyba minuta ingår i släktet Tapinocyba och familjen täckvävarspindlar. Inga underarter finns listade i Catalogue of Life.